# Bucharest Predators
I Bucharest Predators sono una squadra di football americano, di Bucarest, in Romania, fondata nel 2008.

## Dettaglio stagioni

### Amichevoli
| Stagione | Vin | Par | Per | Tot | PF | PS  | avversaria       |
| -------- | --- | --- | --- | --- | -- | --- | ---------------- |
| 2009     | 0   | 0   | 1   | 1   | 0  | 54  | Team Sofia       |
| 2010     | 2   | 0   | 0   | 2   | 48 | 14  | Constanța Sharks |
| 2011     | 0   | 0   | 1   | 1   | 12 | 20  | Constanța Sharks |
| 2012     | 0   | 0   | 1   | 1   | 0  | 72  | Sofia Bears      |
| 2014     | 0   | 0   | 1   | 1   | 8  | 66  | Constanța Sharks |
| Totale   | 2   | 0   | 4   | 6   | 68 | 226 |                  |

### Tornei nazionali

#### Campionato

##### CNFA
| Stagione | regular season | regular season | regular season | regular season | regular season | regular season | playoff | playoff | playoff | playoff | playoff | playoff   | playoff    |
|          | Vin            | Par            | Per            | Tot            | PF             | PS             | Vin     | Per     | Tot     | PF      | PS      | risultato | avversaria |
| -------- | -------------- | -------------- | -------------- | -------------- | -------------- | -------------- | ------- | ------- | ------- | ------- | ------- | --------- | ---------- |
| 2010     | 1              | 0              | 2              | 3              | 62             | 87             | -       | -       | -       | -       | -       | -         | -          |
| 2014     | 0              | 0              | 3              | 3              | 0              | 64             | -       | -       | -       | -       | -       | -         | -          |
| Totale   | 1              | 0              | 5              | 6              | 62             | 151            | -       | -       | -       | -       | -       |           |            |

Fonti: Enciclopedia del Football - A cura di Roberto Mezzetti